# アクセプタンス&コミットメント・セラピー
アクセプタンス＆コミットメント・セラピー（英: acceptance and commitment therapy、ACT）は、認知行動療法もしくは臨床行動分析と言われる心理療法の一つである。
ACTは実証に基づく心理学的な介入法であり、さまざまな方法で、アクセプタンスとマインドフルネスの方略にコミットメントと行動変容の方略を併せて用いることで、心理的柔軟性の向上を目指す。ACTは元々、包括的距離化と呼ばれていた。1982年にスティーブン・C・ヘイズによって開発され、1985年の段階でRobert Zettleにより最初の効果検証がなされていた。それが現在のACTの形になったのは1980年代末になってからである。ACTには、標的行動や実施形態の異なるさまざまなプロトコルが存在している。例えば、行動的健康の領域では、焦点型ACT(focused acceptance and commitment therapy (FACT))とよばれる短期型のACTが存在する。
ACTの目的は、不快な感情を取り除くことではなく、自身の人生と今この瞬間に意識を向け、価値づけられた行動へと向けて前に進むことである。ACTでは、不快な気分に対して、そのまま受けいれ、過剰反応せずにいること、そして、不快な感情が引き出されるような状況を避けずに向き合うことを学べるよう促す。

## 基礎理論
ACTはプラグマティズムの一種である機能的文脈主義から生まれた。ACTの基礎は関係フレーム理論である。この理論は、言語と認知に関する包括的な理論であり、行動分析の一派として位置付けられる。そして、ACTも関係フレーム理論も元をたどれば、B. F. スキナーの着想である徹底的行動主義に由来する。
ACTは従来型のCBTと異なり、クライアントに自分自身の思考や感情、感覚、記憶など私的出来事のよりよいコントロール方法を教えるということはしない。むしろ、ACTでクライアントに教示されるのは、「ただ気づいていること」、受容すること、私的出来事を思ったままにすることである。特に、自らにとって望ましくない事柄についてそうすることが求められる。
ACTはクライアントが、超越的な自己の感覚（「文脈としての自己」と呼ばれる）につながることを手助けする。「文脈としての自己」とは、いつでもそこから観察をしている、経験している場となっている自己のことであり、その内容であるところの単なる思考や感情、感覚、記憶とは異なる。
ACTはクライアントに、彼らの個人的な価値を明確化し、価値に基づいた行動が取れるように手助けをする。そうすることで、プロセスとしての人生に活力や意義を与え、心理的柔軟性を向上させる。
一般的な心理学では「正常なものは健康である」「人間は生来的には健康な心を持っている」という仮定に立っているが、ACTでは「健康な人間の正常な思考プロセスでも、しばしば人に精神的苦痛をもたらす」と想定している。
ACTの基本的な考え方は「心理的な苦しみは体験の回避、認知的な巻き込まれによって起こっていることが多い。その結果、心理的柔軟性の低下が起こり、自身の中心的な価値に沿った行動が取れなくなる」というものである。ACTではこのモデルをシンプルに要約して、「多くの問題はFEARの結果起こっている」と主張する:
- Fusion with your thoughts 思考とフュージョンしていること
- Evaluation of experience 経験を評価すること
- Avoidance of your experience 体験を回避すること
- Reason-giving for your behavior 行動に理由を与えようとすること

そして、異なる方略としてACTを推奨する:
- Accept your reactions and be present 自らの反応に気づいて、今この瞬間とつながろう
- Choose a valued direction 価値づけられた選択をしよう
- Take action 行動しよう

### 6つのコアプロセス
ACTでは、クライアントが心理的柔軟性を増すことができるように6つのコアプロセスを提唱している。
1. 脱フュージョン: 思考やイメージ、記憶を現実ではないと認識すること。「〇〇という考えを持った」「ただのイメージ」などと考えて自分と思考を切り離す。
2. アクセプタンス&ウィリングネス: 望ましくない私的体験（思考、感覚、衝動）のためのスペースを作り、追い払おうとしない。「居てもいいよ」などと声をかける。
3. いま現在との接触: 「いま、ここ」に注意を向け、充足に感謝する。
4. 観察する自己: 超越的な自己の感覚とつながる
5. 価値: 自分にとって一番大切なことを明らかにする[10]
6. コミットメント: 価値に従った目標をセッティングし、確実に実行する

## 研究史
2008年のメタアナリシスでは「ACTのエビデンスは極めて限定的であり、解析手法上の問題がある」とされていた。また、2009年に発表されたメタアナリシスでは、ACTはプラセボよりも効果的であり、不安や抑うつを除く様々な問題に対して「治療法として有用である」が、CBTやその他従来の治療法より優れているとはいえない、と結論された。その後、2012年に行われたメタアナリシスでは、不安と抑うつの治療以外においては、ACTはCBTよりも優れていると報告された。
そして、2015年のメタアナリシスにおいて、ACTはプラセボや、不安症やうつ病、依存症に対する一般的な治療よりも優れていると報告された。ACTの効果量は従来のCBTと同等であった。また、この報告において著者は「CBTとの比較を行った2012年のメタアナリシスにおいては、ランダム化されていない小さなサイズの研究を解析にとりいれていたのではないか」「2008年のメタアナリシスと比較し、解析手法上の問題は改善してきている」と指摘している。
ACTは、様々な領域に適応されて、ランダム化比較試験やコントロールされた前後比較デザインの研究によってエビデンスが蓄積してきている。2006年においてはたった30本しかなかった研究論文が、2011年においては倍増している。米国機能的文脈主義学会によると、2016年12月までにRCTは171件発表され、2016年4月までに20本のメタアナリシスと45件の研究が進行中であるとされている。これまでの多くのACTの研究は成人の症例を扱ったものであり、このため子供や思春期の症例に対するエビデンスは限定的である。

## 他の心理療法との類似性
ACTの他にも、弁証法的行動療法、機能分析精神療法、マインドフルネス認知行動療法など、アクセプタンスやマインドフルネスを基礎にしたアプローチはしばしば「第三世代認知行動療法」と呼ばれる。第一世代の認知行動療法、すなわち行動療法は、1920年代にパブロフによって発見されたレスポンデント条件づけやオペラント条件づけを基礎にして、行動が強化される過程に介入する治療法のことを指す。また、第二世代は1970年代に誕生し、行動療法のアプローチに認知療法を加え、非合理的な信念や非機能的な習慣、気分を落ち込ませる環境を変えていく治療法のことを指す。
スティーブン・ヘイズは1980年代末に第二世代認知行動療法の限界と哲学的な誤解に気づきACTを考案した。ACTでは、ふつうではない行動は内容や形態そのものではなく、行動が含まれる文脈において捉えられる。例えば、ACTは「個人が自分の問題を解決しようと決意して使う感情制御の多くはむしろひとをより大きな苦しみに巻き込んでいく」というようなことを示す。自分自身についてあまりに厳格な考えを持ったり、自分の人生に大事であることに焦点を合わせられなかったり、感じ方や考え方を変えようともがくことは、それ自体疲れることであり、その上、より大きな悩みを作り出す。
ヘイズはアメリカ行動認知療法学会の会長挨拶において第三世代の認知行動療法について次のように述べた。

実証的で原理的なアプローチに基づいて、第三世代の認知行動療法は、心理的事象を、それだけを取り出して捉えるのではなく、文脈や機能のなかで捉えることにとりわけ敏感になった。それゆえ、より指示的で教示的な戦略と比べて、文脈的な変化や体験的な変化を強調する傾向がある。これらの治療法が目指すことは、小さく狭められた問題に対して消去的な戦略をとるのではなく、より広く・柔軟で・効果的な行動のレパートリーを増やすことであり、さらにまた検討されている課題はクライアントと同様に臨床家自身にも関係があるということを強調する。
第三世代はそれまでの世代の認知行動療法を再定式化し統合する。そして、より深い理解とよりよいアウトカムが得られることを期待して、従来対象外であった問題や課題に取り組む。

WilsonとヘイズとByrdはACTと依存症に対する12ステップアプローチの互換性について検討した。彼らによると、他の多くの心理療法と異なり、両者のアプローチは多くの共通点をもち、明示的にせよそうでないにせよ統合することが可能である。
共通点として、まず、どちらのアプローチも、生産的ではないコントロール戦略の代わりにアクセプタンスを推奨することがあげられる。ACTは心的体験に対する非効果的なコントロール戦略に頼ることに対する絶望感を強調するが、これは12ステップアプローチの依存症に対する無力感の受容と類似している。第二の共通点として、どちらのアプローチも、物質使用の消去という課題に問題を狭めるのではなく、人生全体にわたる方針変更を促し、クライアント自身の価値観に則った意味ある人生を長期的なプロジェクトとして築いていくことに大きな重点を置く。さらに第三の共通点として、どちらの治療法も、非伝統的で個人化されたスピリチュアリティの範囲内で、超越的な自己やハイヤーパワーといったものに対する感覚を養うことの有用性を強調する。最後に、どちらのアプローチも、受容が変化のために必要であるというパラドキシカルな事態を率直に認めることと、人間が考えられることには限界があるということを遊び心をもって自覚することを勧める。